# Смарт-туризм
Смарт-туризм — це концепція в сфері туризму, що передбачає використання сучасних цифрових технологій, інтелектуальних систем, великих даних (Big Data) та інноваційних рішень для підвищення ефективності туристичних послуг, покращення досвіду мандрівників і сталого розвитку туристичних дестинацій.

## Основні характеристики
Смарт-туризм ґрунтується на трьох ключових складових:
- Смарт-доступ (smart accessibility) — забезпечення зручного доступу до інформації, транспортної інфраструктури, туристичних об'єктів для всіх груп населення, включно з людьми з інвалідністю;
- Смарт-досвід (smart experience) — персоналізований досвід подорожей завдяки технологіям доповненої та віртуальної реальності, мобільним додаткам, цифровим гідам;
- Смарт-менеджмент (smart management) — використання даних і цифрових інструментів для управління туристичними потоками, маркетингом дестинацій, охороною довкілля, безпекою та сталим розвитком.

## Технології смарт-туризму
У реалізації концепції смарт-туризму застосовуються такі технології:
- Інтернет речей (IoT);
- Штучний інтелект (AI);
- Великі дані (Big Data);
- Блокчейн;
- AR / VR.

## Смарт-дестинації
Смарт-дестинація — туристичне місце, яке застосовує інновації та цифрові рішення для підвищення привабливості, конкурентоспроможності, сталого управління ресурсами й задоволення потреб відвідувачів.

### Приклади
- Барселона (Іспанія) — платформи відкритих даних, смарт-сервіси для туристів;
- Сеул (Південна Корея) — інтерактивні карти, інформаційні панелі в реальному часі;
- Таллінн (Естонія) — цифрові гіди, електронне врядування у сфері туризму.

## Переваги
- Підвищення якості туристичного досвіду;
- Оптимізація управління туристичними потоками;
- Зменшення екологічного навантаження;
- Підтримка інклюзивності;
- Підвищення ефективності використання ресурсів.

## Виклики
- Захист персональних даних;
- Цифрова нерівність;
- Потреба в цифровій грамотності;
- Інвестиційна спроможність дестинацій.

## Смарт-туризм в Україні
В Україні концепція смарт-туризму лише починає розвиватися. Впроваджуються окремі елементи — мобільні додатки, цифрові мапи, інтерактивні екскурсії в містах Києві, Львові, Трускавці та інших. Суттєву роль у розвитку цифрового туризму відіграють наукові дослідження та державні ініціативи з цифровізації регіонів.